# Списак насељених места у Француској: R
| A \| B \| C \| D \| E \| F \| G \| H \| I \| J \| K \| L \| M \| N \| O \| P \| Q \| R \| S \| T \| U \| V \| W \| X \| Y \| Z \| É |

- Rabastens
- Rabastens-de-Bigorre
- Rabat-les-Trois-Seigneurs
- Rabatelière
- Rablay-sur-Layon
- Rabodanges
- Rabou
- Rabouillet
- Rachecourt-Suzémont
- Rachecourt-sur-Marne
- Racines (Aube)
- Racineuse
- Racquinghem
- Racrange
- Racécourt
- Raddon-et-Chapendu
- Radenac
- Radepont
- Radinghem
- Radinghem-en-Weppes
- Radon (Orne)
- Radonvilliers
- Raedersdorf
- Raedersheim
- Raffetot
- Rageade
- Rahart
- Rahay
- Rahling
- Rahon (Doubs)
- Rahon (Jura)
- Rai
- Raids
- Raillencourt-Sainte-Olle
- Railleu
- Raillicourt
- Raillimont
- Raimbeaucourt
- Rainans
- Raincheval
- Raincourt
- Rainfreville
- Rainneville
- Rainsars
- Rainville
- Rainvillers
- Raismes
- Raissac
- Raissac-d'Aude
- Raissac-sur-Lampy
- Raival
- Raix
- Raizeux
- Ramasse
- Ramatuelle
- Rambaud
- Rambervillers
- Rambluzin-et-Benoite-Vaux
- Rambouillet
- Rambucourt
- Ramburelles
- Rambures
- Ramecourt (Pas-de-Calais)
- Ramecourt (Vosges)
- Ramerupt
- Ramicourt
- Ramillies
- Rammersmatt
- Ramonchamp
- Ramonville-Saint-Agne
- Ramoulu
- Ramous
- Ramousies
- Ramouzens
- Rampan
- Rampieux
- Rampillon
- Rampoux
- Rancennes
- Rances
- Ranchal
- Ranchot
- Ranchy
- Rancogne
- Rancon
- Rancourt (Somme)
- Rancourt (Vosges)
- Rancourt-sur-Ornain
- Rancy
- Rancé
- Randan
- Randens
- Randevillers
- Randonnai
- Rang
- Rang-du-Fliers
- Rangecourt
- Rangen
- Ranguevaux
- Rannée
- Ranrupt
- Rans
- Ransart
- Ranspach
- Ranspach-le-Bas
- Ranspach-le-Haut
- Rantechaux
- Rantigny
- Ranton
- Rantzwiller
- Ranville
- Ranville-Breuillaud
- Ranzevelle
- Ranzières
- Rançonnières
- Raon-aux-Bois
- Raon-l'Etape
- Raon-lès-Leau
- Raon-sur-Plaine
- Rapaggio
- Rapale
- Rapey
- Rapilly
- Rapsécourt
- Raray
- Rarécourt
- Rasiguères
- Raslay
- Rasteau
- Ratenelle
- Ratières
- Ratte
- Ratzwiller
- Raucoules
- Raucourt
- Raucourt-au-Bois
- Raucourt-et-Flaba
- Raulhac
- Rauret
- Rauville-la-Bigot
- Rauville-la-Place
- Rauwiller
- Rauzan
- Raveau
- Ravel
- Ravenel
- Ravenoville
- Raves
- Ravigny
- Raville
- Raville-sur-Sânon
- Ravilloles
- Ravières
- Ravoire
- Ray-sur-Saône
- Raye-sur-Authie
- Rayet
- Raymond (Cher)
- Raynans
- Rayol-Canadel-sur-Mer
- Rayssac
- Razac-d'Eymet
- Razac-de-Saussignac
- Razac-sur-l'Isle
- Raze
- Razecueillé
- Razengues
- Razimet
- Razines
- Razès
- Rebais
- Rebecques
- Rebergues
- Rebets
- Rebeuville
- Rebigue
- Rebourguil
- Reboursin
- Rebreuve-Ranchicourt
- Rebreuve-sur-Canche
- Rebreuviette
- Rebréchien
- Recanoz
- Recey-sur-Ource
- Reclesne
- Reclinghem
- Recloses
- Recologne (Doubs)
- Recologne (Haute-Saône)
- Recologne-lès-Rioz
- Recoubeau-Jansac
- Recoules-Prévinquières
- Recoules-d'Aubrac
- Recoules-de-Fumas
- Recouvrance
- Recoux
- Recques-sur-Course
- Recques-sur-Hem
- Recquignies
- Reculey
- Reculfoz
- Recurt
- Recy
- Redessan
- Redon
- Redortiers
- Reffannes
- Reffroy
- Reffuveille
- Regnauville
- Regney
- Regniowez
- Regnière-Ecluse
- Regny
- Regnévelle
- Regnéville-sur-Mer
- Regnéville-sur-Meuse
- Rehaincourt
- Rehainviller
- Rehaupal
- Reherrey
- Reichsfeld
- Reichshoffen
- Reichstett
- Reignac (Charente)
- Reignac (Gironde)
- Reignac-sur-Indre
- Reignat
- Reigneville-Bocage
- Reignier
- Reigny
- Reilhac (Cantal)
- Reilhac (Lot)
- Reilhaguet
- Reilhanette
- Reillanne
- Reillon
- Reilly
- Reims-la-Brûlée
- Reinhardsmunster
- Reiningue
- Reipertswiller
- Reithouse
- Rejet-de-Beaulieu
- Relanges
- Relans
- Relecq-Kerhuon
- Relevant
- Rely
- Remaisnil
- Remaucourt (Aisne)
- Remaucourt (Ardennes)
- Remaugies
- Remauville
- Rembercourt-Sommaisne
- Rembercourt-sur-Mad
- Remennecourt
- Remenoville
- Remicourt (Marne)
- Remicourt (Vosges)
- Remiencourt
- Remies
- Remigny (Aisne)
- Remigny (Saône-et-Loire)
- Remilly-Aillicourt
- Remilly-Wirquin
- Remilly-en-Montagne
- Remilly-les-Pothées
- Remilly-sur-Lozon
- Remilly-sur-Tille
- Remiremont
- Remoiville
- Remollon
- Remomeix
- Remoncourt (Meurthe-et-Moselle)
- Remoncourt (Vosges)
- Remoray-Boujeons
- Remouillé
- Remoulins
- Rempnat
- Remungol
- Remuée
- Remy
- Renac
- Renage
- Renaison
- Renansart
- Renaucourt
- Renaudie
- Renauvoid
- Renay
- Renazé
- Rencurel
- Renescure
- Rennemoulin
- Rennepont
- Rennes
- Rennes-en-Grenouilles
- Rennes-le-Château
- Rennes-les-Bains
- Rennes-sur-Loue
- Renneval
- Renneville (Ardennes)
- Renneville (Eure)
- Renneville (Haute-Garonne)
- Renno
- Renouard
- Rentières
- Renty
- Renung
- Renwez
- Renève
- René (Sarthe)
- Renédale
- Repaix
- Repel
- Repentigny
- Replonges
- Reposoir
- Reppe
- Repôts
- Requeil
- Resson
- Ressons-l'Abbaye
- Ressons-le-Long
- Ressons-sur-Matz
- Ressuintes
- Restigné
- Restinclières
- Retail
- Reterre
- Rethel
- Retheuil
- Rethondes
- Rethonvillers
- Retiers
- Retjons
- Retonfey
- Retournac
- Retschwiller
- Rettel
- Rety
- Retzwiller
- Reugney
- Reugny (Allier)
- Reugny (Indre-et-Loire)
- Reuil
- Reuil-en-Brie
- Reuil-sur-Brêche
- Reuilly (Eure)
- Reuilly (Indre)
- Reuilly-Sauvigny
- Reulle-Vergy
- Reumont
- Reutenbourg
- Reuves
- Reuville
- Reux
- ReveSaint-St-Martin
- ReveSaint-des-Brousses
- ReveSaint-du-Bion
- ReveSaint-les-Eaux
- ReveSaint-les-Roches
- Revel (Haute-Garonne)
- Revel (Isère)
- Revel-Tourdan
- Revelles
- Revens
- Reventin-Vaugris
- Revercourt
- Reviers
- Revigny
- Revigny-sur-Ornain
- Revin
- Revonnas
- Rexingen
- Rexpoëde
- Reyersviller
- Reygade
- Reynel
- Reyniès
- Reynès
- Reyrevignes
- Reyrieux
- Reyssouze
- Reyvroz
- Rezay
- Rezonville
- Rezza
- Rezé
- Rhinau
- Rhodes
- Rhodon
- Rhuis
- Rhèges
- Ri
- Ria-Sirach
- Riaillé
- Rialet
- Rians (Cher)
- Rians (Var)
- Riantec
- Riaucourt
- Riaville
- Ribagnac
- Ribarrouy
- Ribaute
- Ribaute-les-Tavernes
- Ribeaucourt (Meuse)
- Ribeauville (Aisne)
- Ribeauvillé
- Ribemont
- Ribemont-sur-Ancre
- Ribennes
- Ribes (Ardèche)
- Ribeyret
- Ribiers
- Ribouisse
- Riboux
- Ribécourt-Dreslincourt
- Ribécourt-la-Tour
- Ribérac
- Ricamarie
- Ricarville
- Ricarville-du-Val
- Ricaud (Aude)
- Ricaud (Hautes-Pyrénées)
- Riceys
- Richardménil
- Richarville
- Riche (Indre-et-Loire)
- Richebourg (Haute-Marne)
- Richebourg (Pas-de-Calais)
- Richebourg (Yvelines)
- Richecourt
- Richelieu (Indre-et-Loire)
- Richeling
- Richemont (Moselle)
- Richemont (Seine-Maritime)
- Richerenches
- Richeval
- Richeville
- Richtolsheim
- Richwiller
- Ricourt
- Ricquebourg
- Riec-sur-Belon
- Riedisheim
- Riedseltz
- Riedwihr
- Riel-les-Eaux
- Riencourt
- Riencourt-lès-Bapaume
- Riencourt-lès-Cagnicourt
- Riervescemont
- Riespach
- Rieucazé
- Rieucros
- Rieulay
- Rieumajou
- Rieumes
- Rieupeyroux
- Rieussec
- Rieutort-de-Randon
- Rieux (Haute-Garonne)
- Rieux (Marne)
- Rieux (Morbihan)
- Rieux (Oise)
- Rieux (Seine-Maritime)
- Rieux-Minervois
- Rieux-de-Pelleport
- Rieux-en-Cambrésis
- Rieux-en-Val
- Riez
- Rigarda
- Rigaud
- Rignac (Aveyron)
- Rignac (Lot)
- Rigney
- Rignieux-le-Franc
- Rignosot
- Rignovelle
- Rigny
- Rigny-Saint-Martin
- Rigny-Ussé
- Rigny-la-Nonneuse
- Rigny-la-Salle
- Rigny-le-Ferron
- Rigny-sur-Arroux
- Riguepeu
- Rilhac-Lastours
- Rilhac-Rancon
- Rilhac-Treignac
- Rilhac-Xaintrie
- Rillans
- Rillieux-la-Pape
- Rilly-Sainte-Syre
- Rilly-la-Montagne
- Rilly-sur-Aisne
- Rilly-sur-Loire
- Rilly-sur-Vienne
- Rillé
- Rimaucourt
- Rimbach-près-Guebwiller
- Rimbach-près-Masevaux
- Rimbachzell
- Rimbez-et-Baudiets
- Rimboval
- Rimeize
- Rimling
- Rimogne
- Rimon-et-Savel
- Rimondeix
- Rimons
- Rimont
- Rimou
- Rimplas
- Rimsdorf
- Ringeldorf
- Ringendorf
- Rinxent
- Riocaud
- Riolas
- Riols (Hérault)
- Riols (Tarn)
- Riom
- Riom-ès-Montagnes
- Rioms
- Rion-des-Landes
- Rions
- Riorges
- Riotord
- Rioux
- Rioux-Martin
- Rioz
- Riquewihr
- Ris (Hautes-Pyrénées)
- Ris (Puy-de-Dôme)
- Ris-Orangis
- Riscle
- Risoul
- Ristolas
- Rittershoffen
- Ritzing
- Riupeyrous
- Rivarennes (Indre)
- Rivarennes (Indre-et-Loire)
- Rivas
- Rive-de-Gier
- Rivecourt
- Rivedoux-Plage
- Rivehaute
- Rivel
- Riventosa
- Riverie
- Rivery
- Rives (Hérault)
- Rives (Isère)
- Rives (Lot-et-Garonne)
- Rivesaltes
- Riville
- Rivière (Indre-et-Loire)
- Rivière (Isère)
- Rivière (Pas-de-Calais)
- Rivière-Drugeon
- Rivière-Enverse
- Rivière-Saas-et-Gourby
- Rivière-Saint-Sauveur
- Rivière-de-Corps
- Rivière-les-Fosses
- Rivière-sur-Tarn
- Rivières (Charente)
- Rivières (Gard)
- Rivières (Tarn)
- Rivières-Henruel
- Rivières-le-Bois
- Rivolet
- Rivèrenert
- Rix (Jura)
- Rix (Nièvre)
- Rixheim
- Rixouse
- Rizaucourt-Buchey
- Roaillan
- Roaix
- Roanne
- Roannes-Saint-Mary
- Robecq
- Robersart
- Robert-Espagne
- Robert-Magny-Laneuville-à-Rémy
- Robertot
- Roberval
- Robiac-Rochessadoule
- Robine-sur-Galabre
- Robion
- Robécourt
- Roc
- Roc-Saint-André
- Rocamadour
- Rocbaron
- Roche (Isère)
- Roche (Loire)
- Roche-Blanche (Loire-Atlantique)
- Roche-Blanche (Puy-de-Dôme)
- Roche-Canillac
- Roche-Charles-la-Mayrand
- Roche-Guyon
- Roche-Mabile
- Roche-Posay
- Roche-Rigault
- Roche-Saint-Secret-Béconne
- Roche-Vineuse
- Roche-d'Agoux
- Roche-de-Glun
- Roche-de-Rame
- Roche-des-Arnauds
- Roche-en-Régnier
- Roche-et-Raucourt
- Roche-l'Abeille
- Roche-la-Molière
- Roche-le-Peyroux
- Roche-lez-Beaupré
- Roche-lès-Clerval
- Roche-sur-Foron
- Roche-sur-Linotte-et-Sorans-les-Cordier
- Rochebaudin
- Rochebrune (Drôme)
- Rochebrune (Hautes-Alpes)
- Rochechinard
- Rochechouart
- Rochecolombe
- Rochecorbon
- Rochefort (Charente-Maritime)
- Rochefort (Côte-d'Or)
- Rochefort (Savoie)
- Rochefort-Montagne
- Rochefort-Samson
- Rochefort-du-Gard
- Rochefort-en-Terre
- Rochefort-en-Valdaine
- Rochefort-en-Yvelines
- Rochefort-sur-Loire
- Rochefort-sur-Nenon
- Rochefort-sur-la-Côte
- Rochefoucauld
- Rochefourchat
- Rochegiron
- Rochegude (Drôme)
- Rochegude (Gard)
- Rochejean
- Rochelle
- Rochelle-Normande
- Rochemaure
- Rochepaule
- Rochepot
- Rocher
- Rochereau
- Roches (Creuse)
- Roches (Loir-et-Cher)
- Roches-Bettaincourt
- Roches-Prémarie-Andillé
- Roches-de-Condrieu
- Roches-l'Evêque
- Roches-lès-Blamont
- Roches-sur-Marne
- Rocheservière
- Rochessauve
- Rochesson
- Rochetaillée
- Rochetaillée-sur-Saône
- Rochetoirin
- Rochetrejoux
- Rochette (Alpes-de-Haute-Provence)
- Rochette (Hautes-Alpes)
- Rochette (Savoie)
- Rochette (Seine-et-Marne)
- Rocheville
- Rochonvillers
- Rochy-Condé
- Rochénard
- Rocles (Allier)
- Rocles (Ardèche)
- Rocles (Lozère)
- Roclincourt
- Rocourt
- Rocourt-Saint-Martin
- Rocquancourt
- Rocquefort
- Rocquemont (Oise)
- Rocquemont (Seine-Maritime)
- Rocquencourt (Oise)
- Rocquencourt (Yvelines)
- Rocques
- Rocquigny (Aisne)
- Rocquigny (Ardennes)
- Rocquigny (Pas-de-Calais)
- Rocroi
- Rocé
- Rodalbe
- Rodelinghem
- Rodelle
- Rodemack
- Roderen
- Rodern
- Rodez
- Rodilhan
- Rodome
- Rodès
- Roeulx
- Roeux
- Roffey
- Roffiac
- Rogerville
- Roggenhouse
- Rogna
- Rognac
- Rognaix
- Rognes
- Rognon
- Rognonas
- Rogny
- Rogny-les-Sept-Ecluses
- Rogues
- Rogy
- Rogécourt
- Rogéville
- Rohaire
- Rohan (Morbihan)
- Rohr
- Rohrbach-lès-Bitche
- Rohrwiller
- Roiffieux
- Roiffé
- Roiglise
- Roilly
- Roinville (Essonne)
- Roinville (Eure-et-Loir)
- Roinvilliers
- Roisel
- Roisey
- Roissard
- Roissy-en-Brie
- Roissy-en-France
- Roiville
- Roizy
- Rolampont
- Rolbing
- Rollainville
- Rollancourt
- Rolleboise
- Rolleville
- Rollot
- Rom
- Romagnat
- Romagne (Ardennes)
- Romagne (Gironde)
- Romagne (Maine-et-Loire)
- Romagne (Vienne)
- Romagne-sous-Montfaucon
- Romagne-sous-les-Côtes
- Romagnieu
- Romagny (Manche)
- Romagny-sous-Rougemont
- Romagné
- Romain (Doubs)
- Romain (Jura)
- Romain (Marne)
- Romain (Meurthe-et-Moselle)
- Romain-aux-Bois
- Romain-sur-Meuse
- Romainville
- Romange
- Romans (Ain)
- Romans (Deux-Sèvres)
- Romans-sur-Isère
- Romanswiller
- Romanèche-Thorins
- Romazières
- Romazy
- Rombach-le-Franc
- Rombas
- Rombies-et-Marchipont
- Rombly
- Romegoux
- Romelfing
- Romenay
- Romeny-sur-Marne
- Romeries
- Romery (Aisne)
- Romery (Marne)
- Romescamps
- Romestaing
- Romeyer
- Romieu
- Romigny
- Romiguières
- Romilly
- Romilly-la-Puthenaye
- Romilly-sur-Aigre
- Romilly-sur-Andelle
- Romilly-sur-Seine
- Romillé
- Romont
- Romorantin-Lanthenay
- Rompon
- Roncenay
- Roncey
- Ronchamp
- Ronchaux
- Roncherolles-en-Bray
- Roncherolles-sur-le-Vivier
- Ronchin
- Ronchois
- Ronchères
- Roncourt
- Roncq
- Ronde
- Ronde-Haye
- Rondefontaine
- Ronel
- Ronfeugerai
- Rongères
- Ronnet
- Ronno
- Ronquerolles
- Ronsenac
- Ronssoy
- Rontalon
- Rontignon
- Ronvaux
- RooSaint-Warendin
- Roppe
- Roppenheim
- Roppentzwiller
- Roppeviller
- Roque-Alric
- Roque-Baignard
- Roque-Esclapon
- Roque-Sainte-Marguerite
- Roque-d'Anthéron
- Roque-sur-Cèze
- Roque-sur-Pernes
- Roquebillière
- Roquebrun
- Roquebrune (Gers)
- Roquebrune (Gironde)
- Roquebrune-Cap-Martin
- Roquebrune-sur-Argens
- Roquebrussanne
- Roquecor
- Roquecourbe
- Roquecourbe-Minervois
- Roquedur
- Roquefeuil
- Roquefixade
- Roquefort (Gers)
- Roquefort (Landes)
- Roquefort (Lot-et-Garonne)
- Roquefort-de-Sault
- Roquefort-des-Corbières
- Roquefort-la-Bédoule
- Roquefort-les-Cascades
- Roquefort-les-Pins
- Roquefort-sur-Garonne
- Roquefort-sur-Soulzon
- Roquefère
- Roquelaure
- Roquelaure-Saint-Aubin
- Roquemaure (Gard)
- Roquemaure (Tarn)
- Roquepine
- Roqueredonde
- Roques (Gers)
- Roques (Haute-Garonne)
- Roquessels
- Roquesteron
- Roquestéron-Grasse
- Roquesérière
- Roquetaillade
- Roquetoire
- Roquette-sur-Siagne
- Roquette-sur-Var
- Roquettes
- Roquevaire
- Roquevidal
- Roquiague
- Rorbach-lès-Dieuze
- Rorschwihr
- Rosans
- Rosay (Jura)
- Rosay (Seine-Maritime)
- Rosay (Yvelines)
- Rosay-sur-Lieure
- Rosazia
- Rosbruck
- Roscanvel
- Roscoff
- Rosel
- Rosenau
- Rosenwiller
- Roset-Fluans
- Rosey (Haute-Saône)
- Rosey (Saône-et-Loire)
- Rosheim
- Rosiers-d'Egletons
- Rosiers-de-Juillac
- Rosis
- Rosière
- Rosières (Ardèche)
- Rosières (Haute-Loire)
- Rosières (Oise)
- Rosières (Tarn)
- Rosières-aux-Salines
- Rosières-en-Haye
- Rosières-en-Santerre
- Rosières-près-Troyes
- Rosières-sur-Mance
- Rosnay (Marne)
- Rosnay (Wandea)
- Rosnay-l'Hôpital
- Rosnoën
- Rosny-sous-Bois
- Rosny-sur-Seine
- Rosoy
- Rosoy-en-Multien
- Rosoy-le-Vieil
- Rospez
- Rospigliani
- Rosporden
- Rosselange
- Rossfeld
- Rossillon
- Rosteig
- Rostrenen
- Rosult
- Rosureux
- Rotalier
- Rotangy
- Rothau
- Rothbach
- Rotherens
- Rothière
- Rothois
- Rothonay
- Rotours
- Rots
- Rott
- Rottelsheim
- Rottier
- Rou-Marson
- Rouairoux
- Rouans
- Rouaudière
- Roubaix
- Roubia
- Roubion
- Roucamps
- Roucourt
- Roucy
- Roudouallec
- Rouelles
- Rouellé
- Rouessé-Fontaine
- Rouessé-Vassé
- Rouet
- Rouez
- Rouffach
- Rouffange
- Rouffiac (Cantal)
- Rouffiac (Charente)
- Rouffiac (Charente-Maritime)
- Rouffiac (Tarn)
- Rouffiac-Tolosan
- Rouffiac-d'Aude
- Rouffiac-des-Corbières
- Rouffignac
- Rouffignac-Saint-Cernin-de-Reilhac
- Rouffignac-de-Sigoulès
- Rouffigny
- Rouffilhac
- Rouffy
- Rouge
- Rouge-Perriers
- Rougefay
- Rougegoutte
- Rougemont (Côte-d'Or)
- Rougemont (Doubs)
- Rougemont-le-Château
- Rougemontiers
- Rougemontot
- Rougeou
- Rougeries
- Rouges-Eaux
- Rouget
- Rougeux
- Rougiers
- Rougnac
- Rougnat
- Rougon
- Rougé
- Rouhe
- Rouhling
- Rouillac (Charente)
- Rouillac (Côtes-d'Armor)
- Rouillon
- Rouilly
- Rouilly-Sacey
- Rouilly-Saint-Loup
- Rouillé
- Roujan
- Roulans
- Roulier
- Roullens
- Roullet-Saint-Estèphe
- Roullours
- Roullée
- Roumagne
- Roumare
- Roumazières-Loubert
- Roumengoux
- Roumens
- Roumoules
- Roumégoux (Cantal)
- Roumégoux (Tarn)
- Rountzenheim
- Roupeldange
- Rouperroux
- Rouperroux-le-Coquet
- Roupy
- Rouquette
- Roure (Alpes-Maritimes)
- Rouret
- Rousies
- Roussac
- Roussas
- Roussay
- Roussayrolles
- Rousseloy
- Roussennac
- Roussent
- Rousses (Jura)
- Rousses (Lozère)
- Rousset (Bouches-du-Rhône)
- Rousset (Hautes-Alpes)
- Rousset (Saône-et-Loire)
- Rousset-les-Vignes
- Roussieux
- Roussillon (Isère)
- Roussillon (Vaucluse)
- Roussillon-en-Morvan
- Roussines (Charente)
- Roussines (Indre)
- Rousson (Gard)
- Rousson (Yonne)
- Roussy-le-Village
- Routelle
- Routes
- Routier
- Routot
- Rouvenac
- Rouves
- Rouvignies
- Rouville (Oise)
- Rouville (Seine-Maritime)
- Rouvillers
- Rouvière
- Rouvray (Côte-d'Or)
- Rouvray (Eure)
- Rouvray (Yonne)
- Rouvray-Catillon
- Rouvray-Saint-Denis
- Rouvray-Saint-Florentin
- Rouvray-Sainte-Croix
- Rouvrel
- Rouvres (Calvados)
- Rouvres (Eure-et-Loir)
- Rouvres (Seine-et-Marne)
- Rouvres-Saint-Jean
- Rouvres-en-Multien
- Rouvres-en-Plaine
- Rouvres-en-Woëvre
- Rouvres-la-Chétive
- Rouvres-les-Bois
- Rouvres-les-Vignes
- Rouvres-sous-Meilly
- Rouvres-sur-Aube
- Rouvrois-sur-Meuse
- Rouvrois-sur-Othain
- Rouvroy (Aisne)
- Rouvroy (Pas-de-Calais)
- Rouvroy-Ripont
- Rouvroy-en-Santerre
- Rouvroy-les-Merles
- Rouvroy-sur-Audry
- Rouvroy-sur-Marne
- Rouvroy-sur-Serre
- Roux
- Rouxeville
- Rouxmesnil-Bouteilles
- Rouy
- Rouy-le-Grand
- Rouy-le-Petit
- Rouze
- Rouziers
- Rouziers-de-Touraine
- Rouzède
- Rouède
- Rouécourt
- Rove
- Roville-aux-Chênes
- Roville-devant-Bayon
- Rovon
- Roy-Boissy
- Royan
- Royas
- Royat
- Royaucourt
- Royaucourt-et-Chailvet
- Royaumeix
- Roybon
- Roye (Haute-Saône)
- Roye (Somme)
- Roye-sur-Matz
- Royer
- Roynac
- Royon
- Royville
- Royère-de-Vassivière
- Royères
- Roz-Landrieux
- Roz-sur-Couesnon
- Rozay-en-Brie
- Rozel
- Rozelieures
- Rozerotte
- Rozet-Saint-Albin
- Rozier
- Rozier-Côtes-d'Aurec
- Rozier-en-Donzy
- Roziers-Saint-Georges
- Rozières-en-Beauce
- Rozières-sur-Crise
- Rozières-sur-Mouzon
- Rozoy-Bellevalle
- Rozoy-sur-Serre
- Rozès
- Rozérieulles
- Roézé-sur-Sarthe
- Roëllecourt
- Ruages
- Ruan
- Ruan-sur-Egvonne
- Ruaudin
- Rubelles
- Rubempré
- Rubercy
- Rubescourt
- Rubigny
- Rubrouck
- Rubécourt-et-Lamécourt
- Ruca
- Ruch (Gironde)
- Rucqueville
- Rudeau-Ladosse
- Rudelle
- Rue
- Rue-Saint-Pierre (Oise)
- Rue-Saint-Pierre (Seine-Maritime)
- Ruederbach
- Rueil-Malmaison
- Rueil-la-Gadelière
- Ruelisheim
- Ruelle-sur-Touvre
- Ruesnes
- Rueyres
- Ruffec (Charente)
- Ruffec (Indre)
- Ruffey-le-Château
- Ruffey-lès-Beaune
- Ruffey-lès-Echirey
- Ruffey-sur-Seille
- Ruffiac
- Ruffieu
- Ruffieux
- Ruffigné
- Rugles
- Rugney
- Rugny
- Ruhans
- Ruillé-Froid-Fonds
- Ruillé-en-Champagne
- Ruillé-le-Gravelais
- Ruillé-sur-Loir
- Ruisseauville
- Ruitz
- Rullac-Saint-Cirq
- Rully (Calvados)
- Rully (Oise)
- Rully (Saône-et-Loire)
- Rumaucourt
- Rumegies
- Rumersheim-le-Haut
- Rumesnil
- Rumigny (Ardennes)
- Rumigny (Somme)
- Rumilly (Haute-Savoie)
- Rumilly (Pas-de-Calais)
- Rumilly-en-Cambrésis
- Rumilly-lès-Vaudes
- Ruminghem
- Rumont (Meuse)
- Rumont (Seine-et-Marne)
- Runan
- Rungis
- Ruoms
- Ruppes
- Rupt
- Rupt-aux-Nonains
- Rupt-devant-Saint-Mihiel
- Rupt-en-Woëvre
- Rupt-sur-Moselle
- Rupt-sur-Othain
- Rupt-sur-Saône
- Rupéreux
- Rurange-lès-Thionville
- Rurey
- Rusio
- Russ
- Russange
- Russey
- Russy
- Russy-Bémont
- Rustenhart
- Rustiques
- Rustrel
- Rustroff
- Rutali
- Ruvigny
- Ruy
- Ruyaulcourt
- Ruynes-en-Margeride
- Ry
- Rye
- Ryes
- Râches
- Rânes
- Réal
- Réalcamp
- Réallon
- Réalmont
- Réalville
- Réans
- Réau
- Réaumont
- Réaumur
- Réaup-Lisse
- Réauville
- Réaux
- Rébénacq
- Réchicourt-la-Petite
- Réchicourt-le-Château
- Réchésy
- Récicourt
- Réclainville
- Réclonville
- Récourt
- Récourt-le-Creux
- Rédange
- Rédené
- Réding
- Réez-Fosse-Martin
- Régades
- Régat
- Régnié-Durette
- Régny
- Réguiny
- Réguisheim
- Régusse
- Réhon
- Réjaumont (Gers)
- Réjaumont (Hautes-Pyrénées)
- Rémalard
- Rémelfang
- Rémelfing
- Rémeling
- Rémering
- Rémering-lès-Puttelange
- Rémilly (Moselle)
- Rémilly (Nièvre)
- Réminiac
- Rémondans-Vaivre
- Rémuzat
- Rémy
- Rémécourt
- Rémérangles
- Réméréville
- Réorthe
- Réotier
- Répara
- Répara-Auriples
- Réparsac
- Réquista
- Résenlieu
- Résie-Saint-Martin
- Résigny
- Rétaud
- Réthoville
- Rétonval
- Réveillon (Marne)
- Réveillon (Orne)
- Réville
- Réville-aux-Bois
- Révillon
- Rézentières
- Rônai
- Rœschwoog

| A \| B \| C \| D \| E \| F \| G \| H \| I \| J \| K \| L \| M \| N \| O \| P \| Q \| R \| S \| T \| U \| V \| W \| X \| Y \| Z \| É |